# TSES
TSES (en rus: ЦЭС) és un poble (un possiólok) del krai de Khabàrovsk, a Rússia, que el 2019 tenia 885 habitants. Pertany al districte rural de Verkhnebureïnski, i es troba a la riba esquerra del riu Urgal, a 12 km a l'est de Txegdomín i a 10 km a l'oest d'Urgal.